# Kwini
Kwini är ett australiskt språk som talades av en person år 2005. Idag anses språket vara utdött. Kwini talas i norra delen av Western Australia. Kwini tillhör den wororanska språkfamiljen. Dess närmaste släktspråk är bl.a. gambera och miwa.
Språket har ingen skriftlig standard.